# Erebus albiangulata
Erebus albiangulata är en fjärilsart som beskrevs av Louis Beethoven Prout 1924. Erebus albiangulata ingår i släktet Erebus och familjen nattflyn. Inga underarter finns listade i Catalogue of Life.